# 諾克斯爾 (密蘇里州)
諾克斯爾（英語：Noxall）是位於美國密蘇里州新馬德里縣的非建制地區。

## 歷史
諾克斯爾的郵局於1914年設立，其後於1922年停運。

## 地理
諾克斯爾所處的海拔為高於海平面95米（即312英呎），而該地所採用的時區為UTC-6，即北美中部時區（CST）。同時該地設有夏令時間，為UTC-6調快一小時，即UTC-5（CDT）。